# La Planada, Toluca de Lerdo
La Planada är en ort i Mexiko.   Den ligger i kommunen Toluca och delstaten Mexiko, i den sydöstra delen av landet, 60 km väster om huvudstaden Mexico City. La Planada ligger 2 631 meter över havet och antalet invånare är 1 117.
Terrängen runt La Planada är huvudsakligen platt, men den allra närmaste omgivningen är kuperad. Runt La Planada är det mycket tätbefolkat, med 2 103 invånare per kvadratkilometer. Närmaste större samhälle är Toluca, 5,6 km söder om La Planada. Runt La Planada är det i huvudsak tätbebyggt.